# Czachec
Czachec (błr. i ros. Чахец; hist. również Czachce) – wieś na Białorusi, w rejonie prużańskim obwodu brzeskiego, około 8 km na południe od Prużany Dawny dwór Dziekońskich znajduje się obecnie na terenie sąsiedniej wsi Kasztanauka. 
Wieś królewska ekonomii kobryńskiej położona była w końcu XVIII wieku w powiecie brzeskolitewskim województwa brzeskolitewskiego. 

## Historia
Pierwsze wzmianki o Czachcu pochodzą z 1563 roku, kiedy należał do księstwa kobryńskiego, które weszło wkrótce w skład województwa podlaskiego, a później brzeskolitewskiego Rzeczypospolitej. Był tu folwark leśnictwa starostwa. W 1593 roku istniał tu już dwór. Po III rozbiorze Polski w 1795 roku Czachec znalazł się na terenie powiatu prużańskiego, należącego do guberni słonimskiej (1796), litewskiej (1797–1801), a później grodzieńskiej (1801–1915) Imperium Rosyjskiego.
Na początku XIX wieku majątek należał do rodziny Mierzejewskich. W 1816 roku nabył go od Kaliksta Mierzejewskiego (ok. 1786–1854) Iwan Krupiński. Ze spisu inwentarzowego dokonanego w 1845 roku wynika, że wtedy właścicielami dóbr byli małoletni Efim i Ekatierina Bułgarinowie. Ich ojciec, sędzia Michał Bułgarin wybudował tu (obecnie w obrębie sąsiedniej wsi Kasztanauka) obszerny dwór przed 1845 rokiem, obok stały m.in.: murowany domek będący biblioteką, oficyna, dom ekonoma, lodownia, stodoła, parowy browar, oranżeria, 2 młyny wiatrakowe i 2 kieratowe, karczma i zajazd. Wkrótce Czachec przeszedł na własność rodziny Kiernozickich. Albin Dziekoński (1938–1918), ożeniwszy się z Marią Kiernozicką (1840–1887), otrzymał Czachec w posagu. Po nim właścicielem tych dóbr był jego syn Marian (zmarły w 1921 roku), a ostatnim dziedzicem był syn Mariana, Janusz Dziekoński (1899–1939), który po aresztowaniu przez władze radzieckie zaginął bez śladu, prawdopodobnie na Syberii.
Na przełomie XIX i XX wieku wieś liczyła 646 mieszkańców.
Po ustabilizowaniu się granicy polsko-radzieckiej w 1921 roku Czachec znalazł się na terenie Polski, w gminie Linowo, a od 1932 roku – w gminie Prużana powiatu prużańskiego województwa poleskiego, od 1945 roku – w ZSRR, od 1991 roku – na terenie Republiki Białorusi.

## Dawny dwór w Czachcu
Dawny dwór w Czachcu znajduje się obecnie w obrębie sąsiedniej wsi Kasztanauka.